# 4-氯吡啶
4-氯吡啶是一种有机化合物，化学式为C5H4ClN，它是氯吡啶的同分异构体之一。

## 制备
4-氯吡啶可由吡啶-N-氧化物和氯化亚砜反应得到。4-吡啶酮和五硫化二磷反应，得到4-巯基吡啶，再与氯气反应，得到4-氯吡啶。
4-氯吡啶-N-氧化物在二氯二氧化钼的催化下由氢气还原，或者直接用LiCl/NaBH4还原，都可以得到4-氯吡啶。

## 反应
4-氯吡啶可以在甲醇钾的存在下（二(亚苄基丙酮)钯催化）脱氯，得到吡啶。4-氯吡啶的氯也能被其它基团取代，如它和叠氮化钠反应可以得到4-叠氮基吡啶。它和二氟化银反应，进一步被卤代，生成2-氟-4-氯吡啶。
4-氯吡啶可以发生乌尔曼反应，生成4,4'-联吡啶。在碳酸钾存在下，它和吡啶-3-硼酸发生铃木偶联反应，生成3,4'-联吡啶。